# Hendrik Wolters
Hendrik Wolters (Voorst, 28 februari 1909 - Heerewaarden, 13 maart 1968) was een Nederlands politicus van de PvdA.
Wolters trad in 1931 toe tot de SDAP. Naast zijn beroep als beëdigd makelaar werd hij in 1939 wethouder in de gemeente Voorst. Per 1 januari 1947 werd Wolters benoemd tot burgemeester van de gemeente Heerewaarden. Met ingang van 1 april 1967 werd hij tevens benoemd tot burgemeester van buurgemeente Rossum. Hij bekleedde deze functie in beide gemeenten tot aan zijn plotselinge overlijden op 13 maart 1968.